# Pandora's Tower
Pandora's Tower, anche conosciuto come Pandora's Tower: Until I Return to Your Side (パンドラの塔 君のもとへ帰るまで?, Pandora no tō: Kimi no moto e kaeru made), è un videogioco d'azione con elementi da videogioco di ruolo, sviluppato dalla Ganbarion per Nintendo Wii, è stato pubblicato in Giappone ed in Europa dalla Nintendo, in nord America dalla Xseed Games. In Europa è uscito il 13 aprile 2012. Il 16 aprile 2015 è stato pubblicato su eShop per Nintendo Wii U, può essere giocato con tutte le periferiche di input utilizzabili nella versione originale Wii e con il Wii U Gamepad.
Il videogioco è ambientato nel mondo immaginario di Illiria, ispirato alla Grecia classica. Il videogiocatore ha il controllo di Aeron innamorato di Elena; l'amore tra i due giovani, già ostacolato dall'appartenenza a regni in conflitto, viene messo ulteriormente alla prova da una maledizione che si abbatte su Elena. Per salvare la sua amata, Aeron è disposto a rischiare la vita affrontando i mostri delle tredici torri, la cui carne sembra essere la chiave per salvare Elena.

## Trama
Il videogioco è ambientato nel regno di Illiria ed il giocatore controlla il personaggio di Aeron, un giovane ex-soldato. La bellissima Elena, sua preziosa compagna, è stata colpita da una maledizione che rischia di trasformarla in una bestia orribile e feroce. L'unico modo che ha per debellare la maledizione è quello di cibarsi delle carni dei mostri conosciuti come Magister. Lo scopo di Aeron, dunque, sarà quello di addentrarsi all'interno di un'enorme fortezza composta da tredici labirintiche torri, ognuna presidiata da un Magister. Armato di una catena magica, l'Oraclos, fornitagli dalla misteriosa mercante errante Mavda, Aeron dovrà sconfiggere i Magister e portare la loro carne magistra (che viene rappresentata come un cuore) a Elena prima che sia troppo tardi. Con l'avanzare della trama, si farà anche luce sui misteri della fortezza e sui motivi della sua esistenza, il cui destino potrebbe essere legato a quello dei due protagonisti ben più di quanto ci si aspetti. Il giocatore avrà l'opportunità di far evolvere il rapporto fra Aeron ed Elena, migliorando il loro livello di affinità tramite conversazioni e regali, dando esito a uno dei sei diversi finali disponibili.